# Callobius pauculus
Callobius pauculus är en spindelart som beskrevs av Robin Ernest Leech 1972. Callobius pauculus ingår i släktet Callobius och familjen mörkerspindlar. Inga underarter finns listade.